# Pszeniczna
Pszeniczna (deutsch Nauke) ist ein Ort in der Landgemeinde Wilków im Powiat Namysłowski der Woiwodschaft Opole in Polen.

## Geographie
Das Straßendorf Pszeniczna liegt zehn Kilometer nordwestlich von Wilków, 17 Kilometer nordwestlich von Namysłów (Namslau) und 72 Kilometer nordwestlich von Opole (Oppeln) in der Nizina Śląska (Schlesische Tiefebene).
Nachbarorte von Pszeniczna sind im Norden Miłowice (Mühlwitz), im Südosten Pągów (Pangau), im Südwesten Bukowie (Buchwald) und im Nordwesten Wabienice (Wabnitz).

## Geschichte

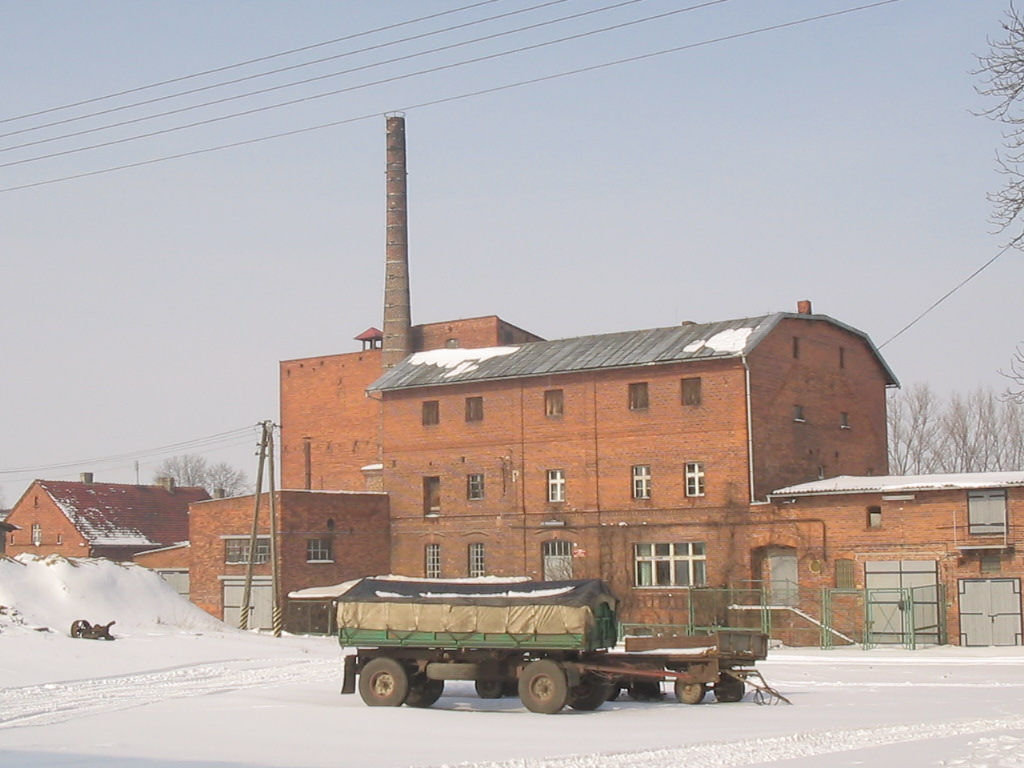
Brennerei

Über die Geschichte des Ortes Nauke ist historisch wenig belegt. Der Ort wurde vermutlich im Laufe des 18. Jahrhunderts gegründet.
Nach dem Ersten Schlesischen Krieg 1742 fiel Nauke mit dem größten Teil Schlesiens an Preußen.
Nach der Neuorganisation der Provinz Schlesien gehörte die Landgemeinde Nauke ab 1816 zum Landkreis Oels im Regierungsbezirk Breslau. In 1845 bestanden im Dorf ein Vorwerk, eine Schänke, eine Ziegelei, einen Schmied und 22 Häuser. Im gleichen Jahr lebten in Nauke 163 Menschen, davon 5 katholisch. 1874 wurde der Amtsbezirk Wabnitz gegründet, welcher die Landgemeinden  Nauke und Wabnitz und die Gutsbezirke Nauke, Neuvorwerk, und Wabnitz umfasste. 1895 bestanden im Ort 16 Häuser 64 Einwohner.
1910 zählte der Ort 147 Einwohner. 1933 zählte Nauke 193, 1939 wiederum 192 Einwohner. Bis 1945 gehörte der Ort zum Landkreis Oels.
1945 kam der bisher deutsche Ort unter polnische Verwaltung, wurde in Pszeniczna umbenannt und der Woiwodschaft Schlesien angeschlossen. 1950 wurde Pszeniczna der Woiwodschaft Oppeln zugeteilt. 1999 wurde es Teil des wiedergegründeten Powiat Namysłowski. 2009 zählte der Ort 237 Einwohner.

## Sehenswürdigkeiten
- Das Schloss Nauke (poln. Pałac w Pszenicznej) wurde im klassizistischen Stil im 19. Jahrhundert errichtet. Der eingeschossige Bau steht heute leer.[2]
- Der angrenzende Schlosspark wurde ebenfalls im 19. Jahrhundert angelegt.[2]
- Gebäude der ehemaligen Brennerei – in der zweiten Hälfte des 19. Jahrhunderts errichtet[2]

## Söhne und Töchter des Dorfes
- Hermann von Randow (1847–1911), preußischer Generalleutnant und Schriftstelle
- Rudolf Rojahn (1875–1929), deutscher Verwaltungsjurist und Rittergutsbesitzer